# コリー・ホーマン
コリー・ホーマン（Korie Homan, 1986年6月16日 - ）は、オランダの車いすテニス選手。北京パラリンピック女子ダブルス金メダリスト。

## 人物
オーファーアイセル州ニウルーセン（Nieuwleusen）に生まれる。1998年、交通事故に遭い右脚を損傷、2000年、リハビリテーションとして13歳で車いすテニスを始めた。2003年、右脚を切断、この年、初めて国際大会に出場した。
主要大会ではしばしばエステル・フェルヘールに優勝を阻まれるが、2008年の北京パラリンピックでは女子ダブルスで金メダルを獲得した。
ユトレヒト大学でバイオメディカルサイエンスを学ぶ学生。

## 主要大会獲得タイトル

### 女子シングルス

#### グランドスラム
- 全豪オープン
  - 2010

### 女子ダブルス

#### グランドスラム
- 全豪オープン
  - 2009[2]
- ローラン・ギャロス
  - 2009[2]
- ウィンブルドン
  - 2009[2]
- 全米オープン
  - 2009[2]

#### マスターズ
- 全米オープン（ニューヨーク）
  - 2005[2]

#### その他
- パラリンピック
  - 2008[3]

## 註
1. ↑  ITF Wheelchair Tennis (2008年9月6日). “Paralympic Spotlight on...Korie Homan(NED)”. 2008年9月16日閲覧。
2. 1 2 3 4 5  パートナーはエステル・フェルヘール（オランダ）。
3. ↑  パートナーはシャロン・ワルラヴェン（オランダ）。